# Entre père et fils
Entre père et fils (Our Shining Moment) est un téléfilm américain réalisé par Mark Tinker, avec Cindy Pickett, Max Gail et Don Ameche. Au départ, ce téléfilm devait être le pilote d'une série qui ne sera jamais produite. Le téléfilm est diffusé le 2 juin 1991, sur le réseau NBC.
En France, le téléfilm a été diffusé dans Disney Parade le 20 septembre 1992 sur TF1.

## Synopsis
un enfant expulsé de l'établissement scolaire et alors que son père est sans emploi.

## Distribution
- Cindy Pickett : Betty McGuire
- Max Gail : John McGuire Jr.
- Jonathan Brandis : Michael 'Scooter' McGuire
- Seth Green : Wheels
- LuAnne Ponce : Maureen McGuire
- Don Ameche : John 'Papa' McGuire Sr.
- Shawn Levy : J. J.
- Alvin Sanders : Mr. Rahill
- Bill Dow : Barney
- Sonia Banman : Lois Jessel
- Alec Burden : Father Hogan
- Jack Black : Teenage Boy